# Silkeborgvej (Aarhus Kommune)
Silkeborgvej er en af de otte radiale hovedveje der fører fra oplandet ind til Aarhus, de syv andre er Randersvej, Viborgvej, Skanderborgvej, Århus Syd Motorvejen, Gl. Horsens Landevej, Oddervej og Grenåvej. Vejen er en del af hovedlandevej 195. 

## Linjeføring
Silkeborgvej i Aarhus Kommune er den østligste del af hovedlandevejen mellem Silkeborg og Aarhus. Vejen begynder ved Cereskrydset i Aarhus og bevæger sig herefter i vestlig retning gennem bydelene Åbyhøj, Brabrand og Årslev. Ude af Aarhus By passerer vejen Harlev, inden den i kommunen slutter ved Samkørselsplads Skovbys rundkørsel, for herefter at gå videre ind i Galten-Skovby og Skanderborg Kommune.

## Vejens historie
Silkeborgvej blev først anlagt i 1854, efter Silkeborgs grundlæggelse som handelsplads i 1846.
Efter ophævelsen i 1903 af nogle restriktioner der forbød handel så tæt på Aarhus købstad, voksede et livligt handelsområde frem langs vejen. Mange klagede i tidens løb over vejen, der enten var støvet om sommeren, eller et mudderhul om vinteren, indtil den 1913 blev brolagt gennem Åbyhøj. I 1938 blev vejen belagt med beton, der senere blev erstattet af asfalt. 1995 blev vejen gennem det centrale Åbyhøj ombygget.
Ved sammenvoksningen af Aarhus Købstad med forstaden Åbyhøj, opstod et problem: begge byer havde en Silkeborgvej med hvert sit husnummersystem, og det var derfor nødvendigt med en reform. I Åbyhøj blev problemet klaret ved at hæve alle husnumre med tallet 200.